# Hugo II. Logothetti
Hugo Wladimir Emanuel Karl Borromäus Franz de Paula Johannes Nepomuk hrabě Logothetti (2. října 1852 Kluž – 3. srpna 1918 Teherán) byl rakousko-uherským diplomatem a posledním zástupcem habsburského mocnářství v Teheránu.

## Původ

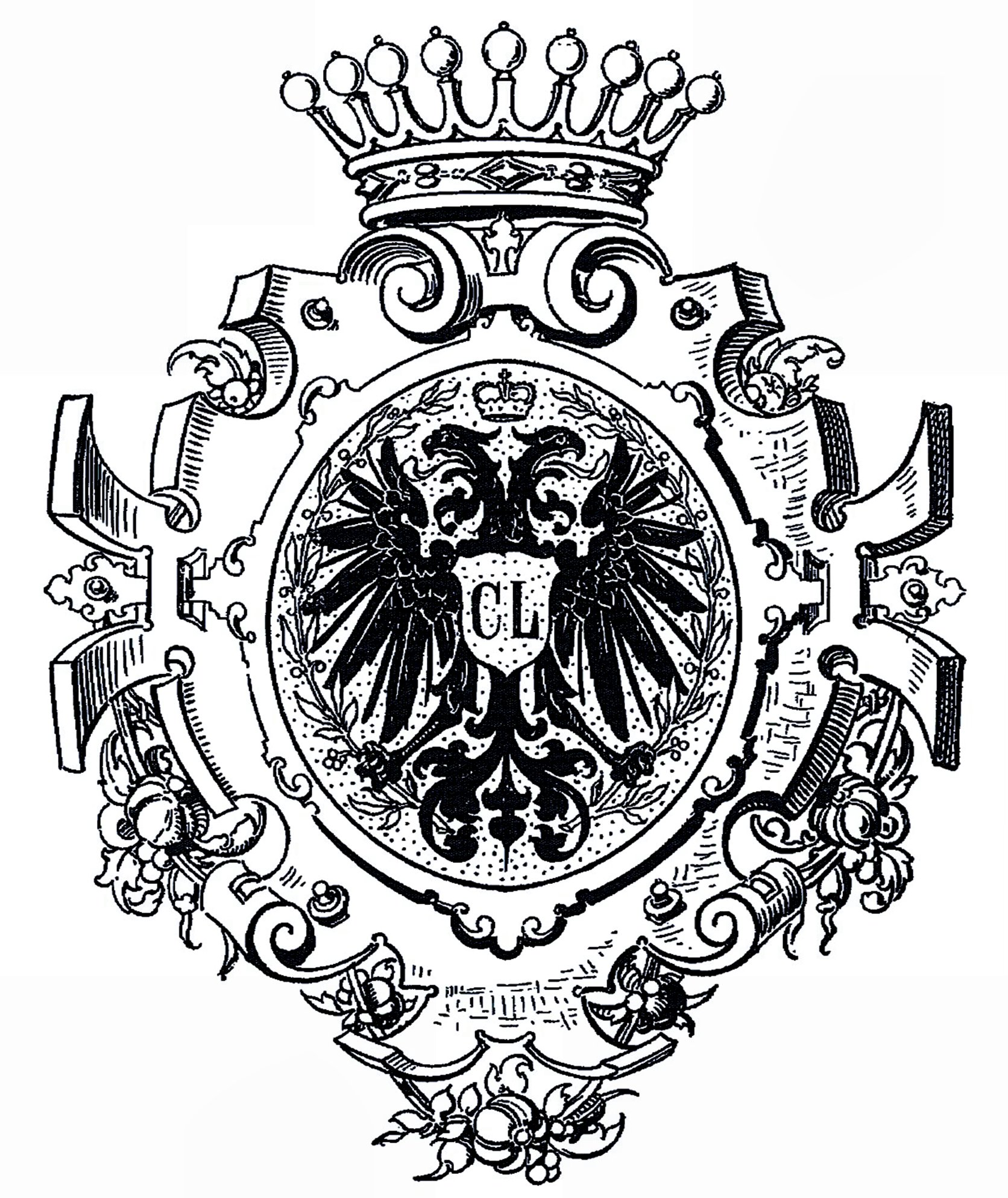
Erb rodu Logothettiho

Logothetti pocházel ze starého byzantského rodu, ve kterém se traduje, že zakladatel rodu byl byzantský císař Nikeforos I. Logothetis (vládl 804-811). Po pádu Konstantinopole (1453) se rod usadil na tehdy benátském ostrově Zante (Zakynthos). V 18. století odešel potomek rodu, benátský námořní kapitán Jakub hrabě Logothetti (1741–1802) do Moldavského principátu. Po anektování Bukoviny Rakouskem (1775) se stal rakouským občanem. Jeho potomci hráli důležitou roli při obhajobě této nejvýchodnější provincie rakouského mocnářství a patřili mezi přední měšťany hlavního města Černovic (nyní: Černovice, Чернівці, Ukrajina).
Hugův děd Hugo I. hrabě Logothetti (1801–1861) se oženil s Pavlínou svobodnou paní z Bartensteina, vnučkou kancléře císařovny Marie Terezie Jana Kryštofa z Bartensteina, a koupil v roce 1830 statky Bílovice a Březolupy v okrese Uherské Hradiště. Byl znám jako mecenáš malíře Josefa Mánesa (1820–1871), kterému dal podnět k namalování obrazu Veruny Čudové. Malba je dodnes nejznámějším lidovým obrazem malíře.

Hugo II. se narodil 2. října 1852 v Kološváru, (dnešní Cluj-Napoca/Kluž v Rumunsku), kde jeho otec Vladimír hrabě Logothetti (1822–1892) sloužil v rakouské armádě. Vzhledem k tomu, že jeho matka pocházela z vysoké sedmihradské šlechty (Nemes de Hidvég) a s manželem vlastnili palác a domy v Kluži, byl Hugo pokřtěn v klužské katolické katedrále. V roce 1858 se rodina vrátila na Moravu. 

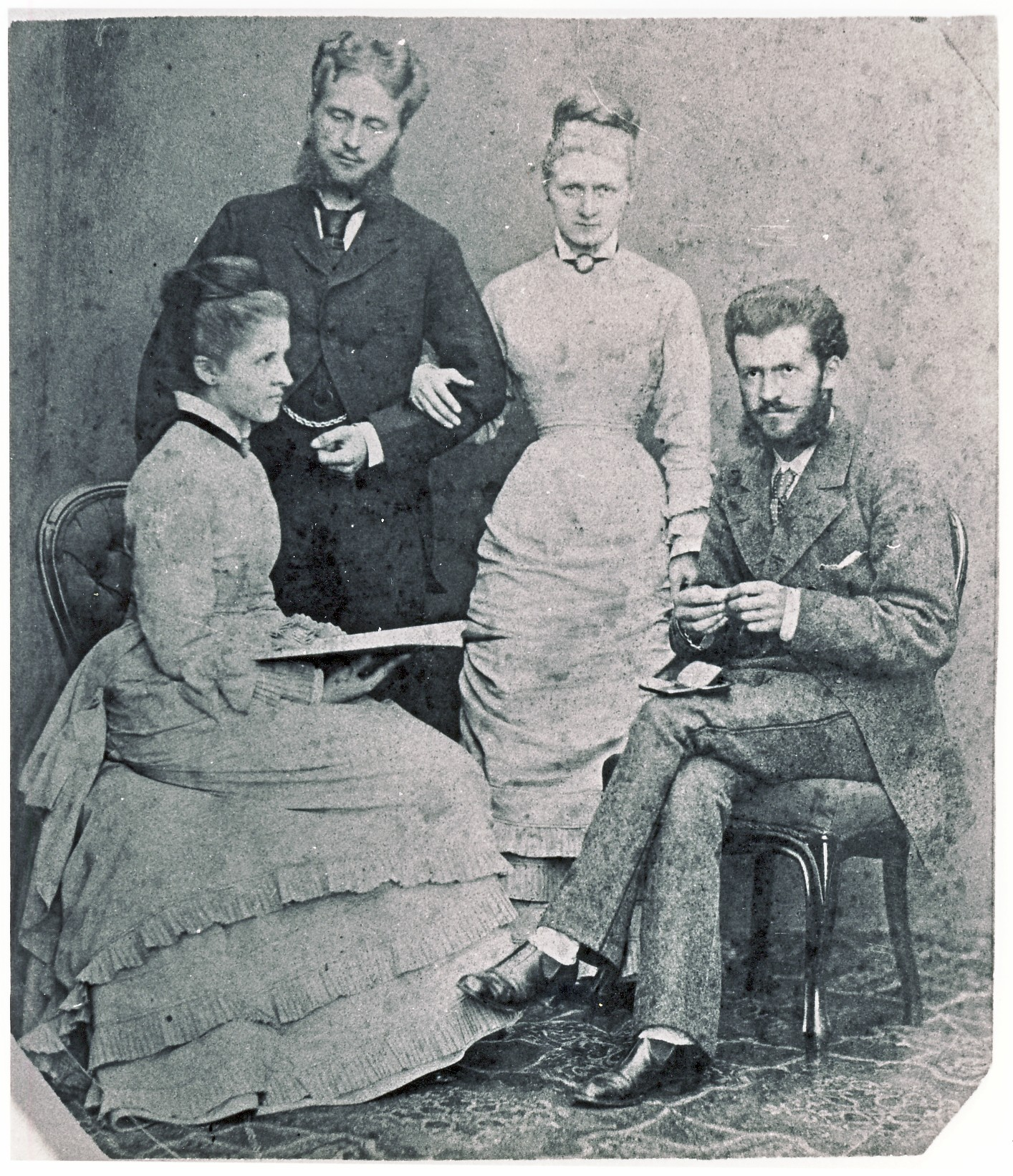
Sourozenci Logothettiové. Zleva doprava: Rosa (1856-1941), Hugo II. (1852-1918), Maria sv. p. Taxis roz. hr. Logothettiová (1859-1929), Alfred (1853-1923). Bílovice, kolem r. 1880

## Kariéra
Logothetti nastoupil po maturitě na gymnáziu v Uherském Hradišti jako dobrovolník do 54. liniového pluku v Olomouci. Z důvodu slabého zdraví (astma) musel opustit vojenskou službu v roce 1871. Pak šel studovat do Vídně (1872–1877) na tzv. Orientální akademii. To byla diplomatická škola, kterou založila císařovna Marie Terezie jako předchůdkyni dnešní rakouské Diplomatické akademie. Logothetti měl talent pro jazyky a naučil se kromě běžných cizích jazyků (francouzština, italština, španělština) i arabštinu, perštinu a turečtinu. Jeho první misií po studiu byl Cařihrad, tehdy jedno z nejdůležitějších diplomatických zastoupení Rakousko-Uherska.
Další Logothettiova kariéra byla typická pro nadaného diplomata: konsul-elève v Istanbulu (Konstantinopoli) 1877–1880, konzul-elève v Alexandrii (Egypt) 1880–1882, zástupní konzul v Alexandrii 1882, ve stejném roce konzul v Port Said. V roce 1883 se stal zástupcem Rakousko-Uherska v odškodňovací komisi v Alexandrii. Od září 1883 byl atašé v Cařihradu, kde se stal v roce 1886 tajemníkem ambasády a seznámil se s rakousko-uherským vojenským atašé Juliem svobodným pánem Zwiedinkem ze Südenhorstu (1833–1918), svým pozdějším tchánem.
Dne 17. července 1886 se Logothetti oženil s baronkou Frídou Barbarou Zwiedinkovou ze Südenhorstu (1866–1945). Sňatek se konal v kostele Sv. Maria Draperis v evropské čtvrti Cařihradu, Pera. V roce 1889 byl Logothetti jmenován soudcem prvního odvolacího soudu Mezinárodního tribunálu v Alexandrii. Tuto funkci zastával do roce 1897, kdy se stal generálním konzulem Rakousko-Uherska v Rumunsku v Galați, kde byl zároveň zástupcem mocnářství v Evropské dunajské komisi. V letech 1899 až 1906 byl generálním konzulem v Barceloně, 1906-1907 konzulem v Miláně, 1907–1911 konzulem v Hamburku, 1911–1912 generálním konzulem v Tunisu.
V době stoupajícího napětí na Balkánu a na Blízkém východě potřebovalo mocnářství zkušeného diplomata s dobrými jazykovými znalostmi k obsazení legace v Persii. Nový rakousko-uherský ministr zahraničí, Leopold Berchtold (1863–1942) proto jmenoval dne 12. května 1912 Logothettiho c. a k. mimořádným zplnomocněným ministrem a vyslancem v Teheránu. Při této příležitosti byl namalován jeho oficiální portrét. Logothetti byl ostatně díky babičce Karoliny hr. Berchtoldové příbuzným pana ministra.
Velká Británie a Rusko rozdělily své mocenské zájmy v Persii v roce 1906 následujícím způsobem – Rusům připadla severní část Persie s ropnými poli v dnešním Ázerbájdžánu, Britové prakticky obsadili jihovýchodní část Persie poblíž Britské Indie. Na západě se snažilo získat určitý mocenský vliv Turecko. Velká Británie a Rusko se pokusily o sestavení tajné smlouvy (1907), ve které by legalizovaly danou situaci z mezinárodního hlediska. Perským občanům se to ovšem nelíbilo a v březnu 1912 vypukla konstituční revoluce, která byla potlačena ruskými a britskými vojáky. Nicméně se pak snažila i nová perská vláda zachovat alespoň zdání neutrality během první světové války.
Dne 4. listopadu 1912 Logothetti předal jmenovací dekret perskému králi a nastoupil do funkce v Teheránu. Z Vídně dostal příkaz, aby pomohl perské vládě při zachování neutrality proti snahám Velké Británie a Ruska, aby se Persie stala i oficiálně spojencem těchto zemí. Dále měl ovšem dbát na rakousko-uherské zájmy (ropa) na Blízkém východě.
Když vypukla první světová válka, Logothetti byl právě na dovolené na Moravě. Nechal svou rodinu doma a vrátil se sám do Teheránu, kde byl po příjezdu proti všem diplomatickým zvyklostem zatčen ruskými vojáky a deportován do Sibiř. Po protestech rakousko-uherské vlády ho Rusové propustili, obrali ho ovšem o veškerý majetek a poslali přes neutrální Švédsko domů. Dne 27. dubna 1915 se Logothetti vrátil znovu do Teheránu. Když se v srpnu 1915 německé velvyslanectví snažilo o sesazení perské vlády, aby tak centrální mocnosti získaly druhou frontu v Persii a Afghánistánu proti Britské Indii, museli všichni diplomaté centrálních mocností opustit Persii. Logothetti byl jedinou výjimkou - od roku 1916 zastupoval zájmy prakticky všech centrálních zemí na Blízkém východě. Téměř nezraněný přežil opakované pokusy o vraždu (1916, 1917).

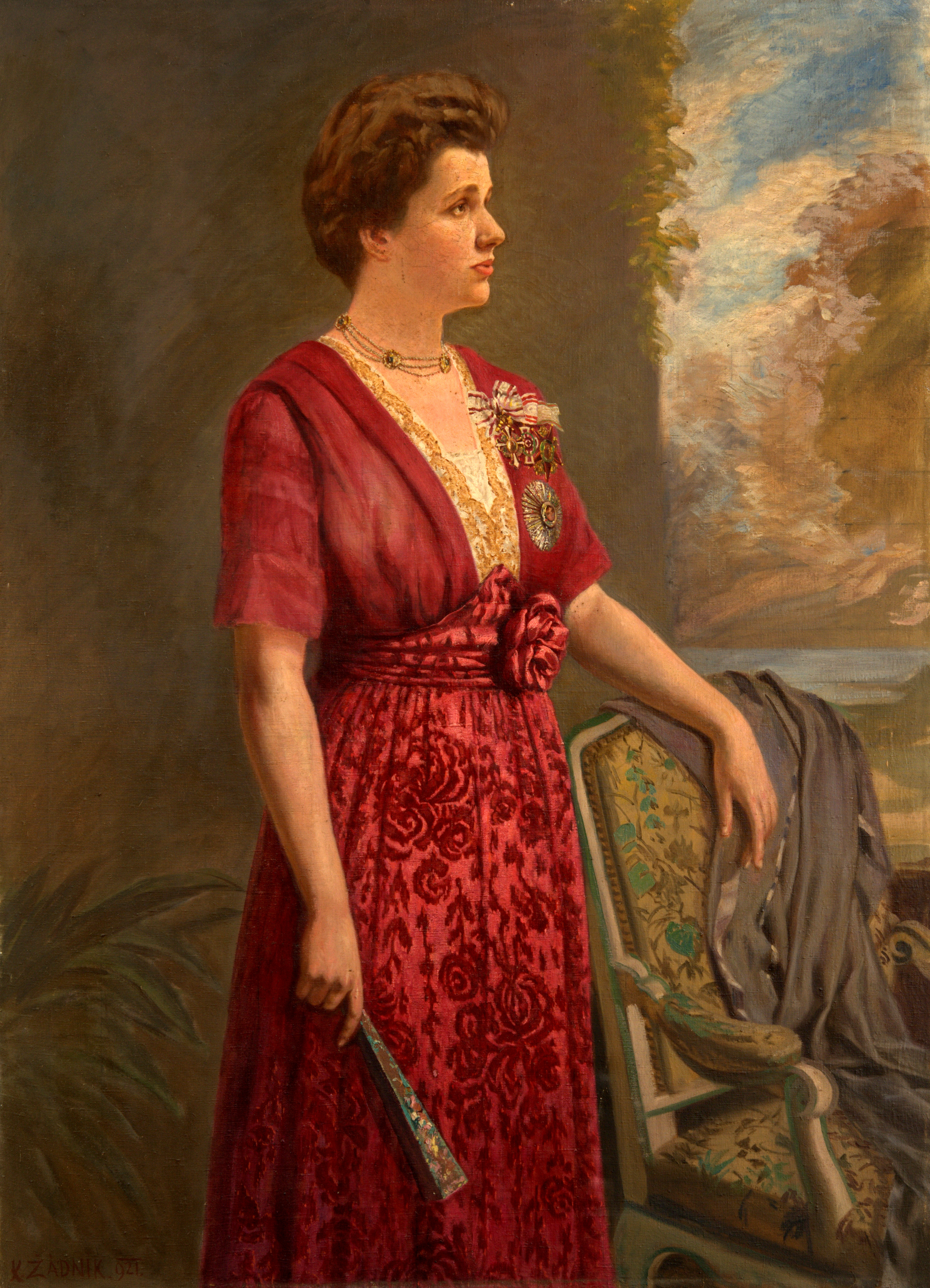
Frieda hraběnka Logothetti, rozená Zwiedinek von Südenhorst, malíř Karel Žádník (1912). Obraz nyní v Slováckém muzeu, Uherské Hradiště

V lednu 1918 se chtěla nová perská vláda vrátit ke skutečné neutralitě. Po ruské revoluci (1917) a následném odchodu ruských vojsk ze severní Persie se Logothetti pokusil o osvobození všech válečných zajatců Rakouska-Uherska z ruských a turkmenských koncentračních táborů, aby mohli přes Persii a Osmanskou říši domů. Jeho snahy byly částečně úspěšné, ale skončily dne 3. srpna 1918, kdy Logothetti náhle zemřel (pravděpodobně následkem otrávení arsenem). Byl pochován v kostele francouzské misie.

## Rodina

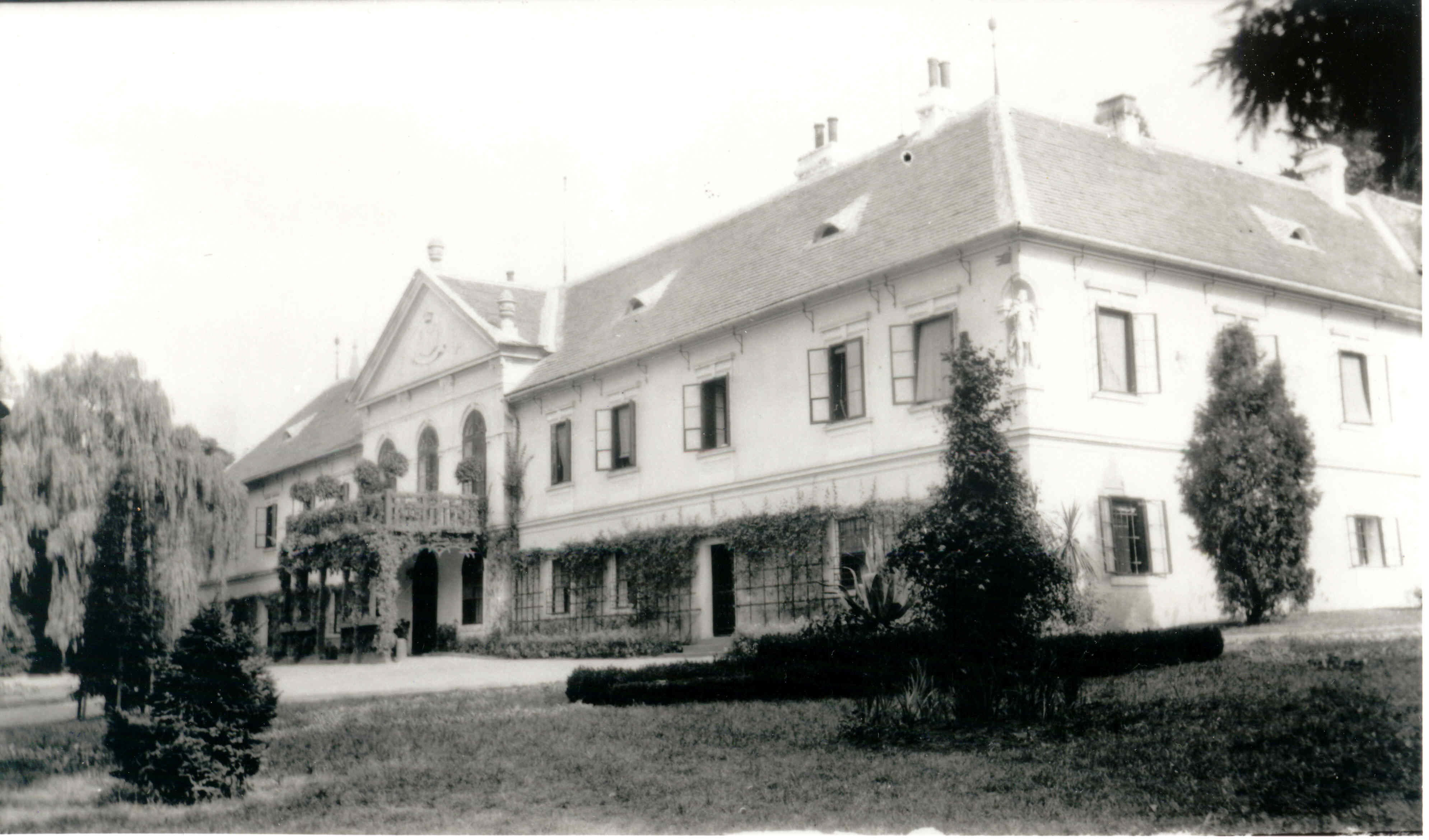
Zámek Bílovice (UH), Foto: Willem-Bernard Engelbrecht, červenec 1911

Logothetti měl s manželkou Fridou (umřela v roce 1945) 10 dětí, ze kterých tři umřely v dětském věku. Nejstarší dcery Marie-Rose (1888–1976) a Karolina (Lola) (1891–1978) se vdaly za diplomaty – Marie-Rose za italského vyslance Giulia Cesare Cavagliere Montagna (1874–1954), Lola za nizozemského konsula Willema-Bernarda Engelbrechta (1881–1955). Hermine (Meta) se vdala za maďarského soudce Géza de Ertsey a nejmladší dcera Carmen za moravského inženýra Lothara Schmida. Nejstarší syn Felix sloužil jako rakouskouherský armádní důstojník (rytmistr) a oženil se v druhém manželství se Stellou hr. Barbo-Waxenstein. V roce 1942 byli Felix, jeho manželka a syn z prvního manželství Deodat zavražděni na dědičném hradu rodu Barbo, hrad Watzenberg (tehdy Castello dob, dnes Mokronog) v dnešním Slovinsku během boje mezi komunistickými partyzány a italským okupačním vojskem. Druhý syn Hugo III. hrabě Logothetti (1901–1975) zůstal do roku 1945 na moravském rodovém statku v Bílovicích, stejně jako nejmladší syn Emanuel (1907–1990), který byl do roku 1938 úředníkem v Československu, během války se přesunul do Vídně a po roce 1945 se stal bavorským státním tajemníkem pro pomoc utečencům a odsunutým. Oženil se s Miou de Lagarde.

## Řády a vyznamenání
- Rytířský kříž Řádu Františka Josefa, Rakousko-Uhersko – 1882
- Osmanský řád, osmanská říše – 1883
- Císařský a královská komorník, Rakousko-Uhersko – 1895
- Rytíř Řádu italské koruny, Itálie – 1899
- Řád Medžidie, Osmanská říše – 1884
- Řád Medžidie I. tř. s hvězdou, Osmanská říše – 1897
- Řád železné koruny, Rakousko-Uhersko – 1902
- Komandér s hvězdou Královského řádu Isabely Katolické, Španělsko – 1905
- Komandér Řádu Karla III., Španělsko – 1906
- Velkokříž c.k. řádu Leopoldova, Rakousko-Uhersko – 1908
- Grand Cordon de l'Ordre du Nichan-Istikhar, Tunis – 1912/1330
- Válečný kříž pro civilní zásluhy I. tř., Rakousko-Uhersko – 1918 (posmrtně)